# Rupture de plomb
Une rupture de plomb est une pénalité donnée par le jury dans les compétitions sportives de course au large, à la suite d'un constat de détérioration du plombage apposé sur du matériel dans le bateau.

## Plombage
Dans certaines régate ou courses, il existe des règles de classe, parmi lesquels celle du "plombage" qui consiste à apposer un plomb sur du matériel afin de vérifier qu'il ne soit pas utilisé, ouvert ou déplacé. Dans ce cas les plombages sont posés par des contrôleurs, jury ou arbitres avant le départ et sont contrôlés après l'arrivée. Le plus souvent l'arbre d'hélice est plombé pour vérifier, en fin de course, que le skipper ou l'équipage n'ait pas utilisé son moteur. D'autre matériels peuvent être plombés : le radeau de sauvetage, le container de survie, le mouillage, les réserves d'eau ou de carburant, les batteries des moteurs, etc. Dans certaines course monotypes, comme La Solitaire du Figaro les skippers ont l'obligation d'embarquer certains de ces équipements, mais qui ne peuvent pas être matossés (poids supplémentaire qui peut être déplacé dans le bateau et aider à gagner en vitesse). Ils sont alors plombés.

## Constat de rupture
Dans le cas où certains plombs ne sont plus en place (absence ou rupture), sont détériorés à l'arrivée de la course des pénalités sont alors appliquées par le jury, ce qui peut impliquer souvent rétrograder le bateau dans le classement.
Quelques exemples de ruptures de plomb :
- En 2016, Xavier Macaire, arrive vainqueur à La Rochelle pour de la 3e étape de La Solitaire Bompard Le Figaro, sur son bateau Chemins d'Océans, avant d'être rétrogradé à la 3e place à cause de la rupture de plomb de son extincteur[2].
- En 2019, sur la Transat Jacques Vabre, Kevin Escoffier et Nicolas Lunven, sur PRB écopent d’une pénalité d’une heure et demie, à la suite d'une rupture de plomb de l'arbre d'hélice[3].
- En 2022, sur la Solitaire du Figaro, Frédéric Duthil passe premier la ligne de la première étape entre Nantes et Port-la-Forêt sur Le Journal des Entreprises mais à la suite d'une rupture de plomb de l'arbre d'hélice, il est pénalisé et fini troisième de l'étape[4].